# Irmgard Stecher-Borbe
Irmgard Stecher-Borbe (* 1925 in Königsberg in Ostpreußen; † 2. März 2009 in Heide) war eine deutsche Malerin und Grafikerin.

## Leben

### Werdegang
Irmgard Stecher-Borbe besuchte während ihrer Schulzeit auch Zeichen- und Modellierkurse an der Meisterschule des Deutschen Handwerks in Königsberg.
Während des Zweiten Weltkriegs flüchtete sie 1945 nach Schleswig-Holstein. Sie studierte ab 1947 bei Alfred Mahlau und Maria May, welche die Klasse für Stoffentwurf und dekorative Malerei leitete, an der Fachhochschule für Gestaltung (heute Hochschule für bildende Künste) in Hamburg.
Neben ihrer Tätigkeit als Grafikerin im öffentlichen Dienst beteiligte sich Irmgard Stecher-Borbe ab 1966 an zahlreichen Ausstellungen in Galerien in Schleswig-Holstein und im Ausland. Sie war freischaffend in Heide tätig. Irmgard Stecher-Borbe war Mitglied im Berufsverband der Bildenden Künstler Schleswig-Holstein und im Dithmarscher Künstlerbund.

### Künstlerisches Wirken
Nachdem Irmgard Stecher-Borbe anfangs großflächige, dick gespachtelte Stadtbilder schuf, folgte eine kurze Zeit, in der sie abstrakte Materialbilder malte. Einige Jahre vor ihrem Tod begann sie Motive von ihren Reisen in die Türkei, nach Italien, Norwegen und weitere Länder zu zeichnen, dazu malte sie verschiedene Städteansichten.
Ein Teil der Werke von Irmgard Stecher-Borbe befindet sich im Sozialministerium (heute Ministerium für Soziales, Gesundheit, Jugend, Familie und Senioren des Landes Schleswig-Holstein) in Kiel.